# Onciale 061
- Papyrus
- Onciale
- Minuscules
- Lectionnaire

Le Codex 061, portant le numéro de référence 061 (Gregory-Aland), α 1035 (Soden), est un manuscrit du Nouveau Testament en écriture grecque onciale. 

## Description
Le codex se compose de deux folios. Il est écrit en une colonne par page et en 19 lignes par colonne. Les dimensions du manuscrit sont 14 x 12 cm. Les paléographes datent ce manuscrit du VIe siècle,. 
Le manuscrit contient un fragment du texte du Première épître à Timothée 3,15-16; 4,1-3; 6,2-8. 
Le texte du codex représenté est de type byzantin. Kurt Aland le classe dans la catégorie V.
Il est actuellement conservé au Louvre (Ms. E 7332), à Paris.